# ولایت تانه

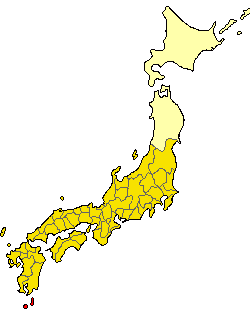
این ولایت با رنگ تیره مشخص شده است.

ولایت تانه (به ژاپنی: 多禰国 Tane-no kuni) یکی از ولایت‌ها در تقسیم‌بندی کشوری قدیم ژاپن بود.